# María Jesús Moro Almaraz
María Jesús Moro Almaraz (Salamanca, 14 de marzo de 1961) es una profesora y política española, diputada por Salamanca en el Congreso durante la X, XI, XII, XIII, XIV y XV legislatura.

## Biografía
Doctora en Derecho, es profesora titular de derecho civil en la Universidad de Salamanca y directora del grupo de investigación sobre Derecho y Nuevas Tecnologías. Ha ocupado diversos puestos de gestión en la universidad, como directora de cursos extraordinarios, de tercer ciclo, subdirectora de departamento o directora del Área Jurídica, teniendo además numerosas publicaciones en derecho de familia y derecho patrimonial.

### Carrera política
Fue procuradora de las Cortes de Castilla y León por Salamanca en la vii y viii legislatura de la cámara (2007-2011), y portavoz adjunta en las Cortes de Castilla y León en 2011.
Asimismo, ha sido portavoz de universidades en el Congreso entre 2011 y 2015. Asimismo es vicesecretaria de Organización del Partido Popular de Salamanca, secretaria de Asesoría Jurídica del Partido Popular de Castilla y León y miembro Comité Ejecutivo PP de Castilla y León y del PP de Salamanca, y Secretaria Ejecutiva de Regeneración Institucional del Partido Popular.
En noviembre de 2011 fue elegida diputada al Congreso de los Diputados por Salamanca, siendo reelegida en posteriores convocatorias electorales, manteniéndose actualmente en dicho cargo tras las elecciones generales de julio de 2023 en las que logró su última reelección como diputada nacional.

## Publicaciones
- Moro Almaraz, María Jesús (1988). Aspectos civiles de la inseminación artificial y la fecundación "in vitro". Ed. J. M. Bosch.
- Moro Almaraz, María Jesús e Ignacio Sánchez Cid (1999). Nociones básicas de derecho civil. Ed. Tecnos.
- VVAA coord. por Juan Pablo Aparicio Vaquero, María Jesús Moro Almaraz, Alfredo Batuecas Caletrío (2002). Internet y comercio electrónico. Ed. Universidad de Salamanca.
- Moro Almaraz, María Jesús e Ignacio Sánchez Cid (2002). Lecciones del derecho de familia. Ed. Colex.
- VVAA coord. por Juan Pablo Aparicio Vaquero, Alfredo Batuecas Caletrío; María Jesús Moro Almaraz (dir.) (2004). Autores, consumidores y comercio electrónico. Ed. Colex.
- Moro Almaraz, María Jesús y Juan Pablo Aparicio Vaquero (2007). Guía docente sobre la enseñanza del derecho civil en el EEES. Ed. Universidad de Salamanca.